# E. R. Braithwaite
Eustace Edward Ricardo Braithwaite (27 de junho de 1912 – 12 de dezembro de 2016), publicado como ER Braithwaite, foi um romancista, escritor, professor e diplomata britânico-americano nascido na Guiana, mais conhecido por suas histórias de condições sociais e discriminação racial contra negros , seus livros chegaram a ser proibidos na Africa do Sul. Hoje ele é mais conhecido por ter sido o autor do romance autobiográfico de 1959 "To Sir, With Love", que foi transformado em um filme de drama britânico (não aprovado por ele)  de 1967 com o mesmo título, estrelado por Sidney Poitier contendo a famosa canção composta por  Mark London e interpretada por  Lulu.

## Biografia
Braithwaite nasceu em Georgetown, Guiana, em 27 de junho de 1912. Ele teve um começo de vida privilegiado: seus pais foram para a Universidade de Oxford e ele descreveu ter crescido cercado de educação, realizações e orgulho dos pais. Seu pai era um mineiro de ouro e diamantes e sua mãe era dona de casa. Ele freqüentou a Escola Primária Saint Ambrose, Queen's College, Guiana, e depois o City College of New York (1940). Durante a Segunda Guerra Mundial, ele se juntou à Royal Air Force como piloto. Mais tarde, ele descreveu essa experiência em To Sir, With Love como mais uma entre tantas, em que não havia sentido discriminação com base na cor da pele nem na etnia. Ele passou a frequentar o Gonville and Caius College, Cambridge (1949), onde obteve um mestrado e um doutorado em física .

## Carreira
Após a guerra, apesar de seu extenso treinamento, Braithwaite não conseguiu encontrar trabalho em seu campo e, desiludido, relutantemente aceitou um emprego como professor no East End de Londres . O livro "To Sir, With Love" (1959) foi baseado em suas experiências lá. Ganhou um Anisfield-Wolf Book Award . To Sir, with Love foi adaptado em um filme de mesmo título, estrelado por Sidney Poitier . Embora o filme tenha sido um sucesso de bilheteria, muitos críticos, e o próprio Braithwaite, o consideraram muito sentimental. Ele também se opôs ao romance mestiço do personagem principal,  recebendo menor destaque na versão cinematográfica. Em 2007, ele disse em um programa da BBC Radio 4, To Sir, with Love Revisited, escrito e apresentado por Burt Caesar: "Eu detesto o filme do fundo do meu coração".
Enquanto escrevia seu livro sobre a escola, Braithwaite se voltou para o trabalho social. Tornou-se seu trabalho encontrar lares adotivos para crianças não brancas para o Conselho do Condado de Londres . Essas experiências resultaram em Paid Servant: A Report About Welfare Work in London, publicado no Reino Unido em 1962. Braithwaite continuou a escrever romances e contos ao longo de sua longa carreira internacional como consultor educacional e palestrante da UNESCO .
Ele foi o primeiro Representante Permanente da Guiana nas Nações Unidas de 1967 a 1969. Ele foi eleito para a presidência do Conselho das Nações Unidas para o Sudoeste Africano em 1968. Mais tarde, ele serviu como embaixador da Guiana na Venezuela .
Em 1973, a África do Sul suspendeu a proibição dos livros de Braithwaite e ele posteriormente visitou o país. Enquanto lá esteve, foi-lhe concedido o estatuto de " branco honorário ", o que lhe deu significativamente mais liberdade de movimento do que a população negra indígena, mas menos do que os brancos, situação que considerou detestável. Ele registrou as experiências que testemunhou durante as seis semanas que passou na África do Sul em seu livro Honorary White (London: The Bodley Head, 1975,ISBN 978-0370103570 ).
Ele ensinou estudos de inglês na Universidade de Nova York e em 2002 foi escritor residente na Howard University, Washington, DC. Ele se associou ao Manchester Community College (Connecticut), durante o ano acadêmico de 2005-06 como professor visitante. Ele também serviu como orador de formatura da faculdade para aquele ano e recebeu um diploma honorário.
Completou 100 anos em 2012 e, em visita à Guiana, na qualidade de patrono do Festival Cultural Inter-Guiana, recebeu um prêmio nacional, a Coroa de Honra do Cacique, do então presidente Donald Ramotar .
Braithwaite morava em Washington, DC com sua esposa, Genevieve Ast.
Braithwaite morreu no hospital Adventista ( Adventist HealthCare Shady Grove Medical Center ) em Rockville, Maryland, em 12 de dezembro de 2016, aos 104 anos.